# Aethiothemis modesta
Aethiothemis modesta – gatunek ważki z rodziny ważkowatych (Libellulidae). Znany jedynie z kilku stanowisk w północno-wschodniej, wschodniej i południowo-wschodniej części Madagaskaru.